# Разградская область
Ра́зградская о́бласть (болг. Област Разград) — область на северо-востоке Болгарии.
Административный центр — город Разград.
Площадь территории, занимаемой областью, 2637 км².

## Население
Население области на 2011 год — 125 190 человек.
| Этнические группы (2011) | Этнические группы (2011) | Этнические группы (2011) | Этнические группы (2011) | Этнические группы (2011) |
| Этническая группа        |                          |                          | Процент                  |                          |
| ------------------------ | ------------------------ | ------------------------ | ------------------------ | ------------------------ |
| Турки                    |                          |                          | 50.0 %                   |                          |
| Болгары                  |                          |                          | 43.0 %                   |                          |
| Цыгане                   |                          |                          | 5.0 %                    |                          |
| Другие                   |                          |                          | 2.0 %                    |                          |

В области кроме города Разград, в котором проживают 38 177 жителей, есть ещё 5 городов — Завет (3585 жителей), Исперих (10 261 житель), Кубрат (8920 жителей), Лозница (2448 жителей), Цар-Калоян (4172 жителя). Также на территории Разградской области расположены 96 сёл (см. сёла Разградской области).

## Административное деление

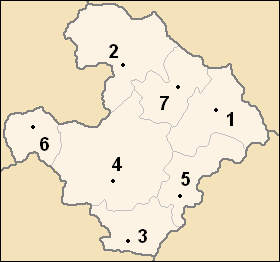
Общины Разградской области

Административно область делится на 7 общин:
1. Община Исперих (25 095 человек[6]).
2. Община Кубрат (21 555 человек[6]).
3. Община Лозница (10 127 человек[6]).
4. Община Разград (58 338 человек[6]).
5. Община Самуил (8263 человека[6]).
6. Община Цар-Калоян (6777 человек[6]).
7. Община Завет (11 919 человек[6]).